# Deresse Mekonnen
Deresse Mekonnen (ur. 20 października 1987 w Sheno) – etiopski lekkoatleta, średniodystansowiec.
Wicemistrz świata z Berlina (2009) oraz  dwukrotny halowy mistrz świata (Walencja 2008 i Ad-Dauha 2010) w biegu na 1500 m.

## Sukcesy
| Rok  | Zawody                    | Miasto   | Miejsce | Konkurencja |
| ---- | ------------------------- | -------- | ------- | ----------- |
| 2008 | Halowe mistrzostwa świata | Walencja | 1.      | 1500 m      |
| 2009 | Mistrzostwa świata        | Berlin   | 2.      | 1500 m      |
| 2010 | Halowe mistrzostwa świata | Doha     | 1.      | 1500 m      |

## Rekordy życiowe
Stadion
- 1500 m - 3:32,18 (2009)
- 1 mila - 3:48,95 (2009) do 2014 rekord Etiopii
- 3000 m – 7:32,93 (2009)

Hala
- 1500 m - 3:33,10 min (2010)
- 1 mila - 3:54,11 (2009) do 2016 rekord Etiopii